# Xã Okaton, Quận Jones, South Dakota
Xã Okaton (tiếng Anh: Okaton Township) là một xã thuộc quận Jones, tiểu bang Nam Dakota, Hoa Kỳ. Năm 2010, dân số của xã này là 46 người.